# Сан Клементе (град, Калифорния)
Сан Клементе (на английски: San Clemente) е град в окръг Ориндж, щата Калифорния, САЩ.
Сан Клементе е с население от 65900 жители (2005) и обща площ от 47,6 km². Намира се на 71 m надморска височина. ЗИП кодовете му са 92672-92674, а телефонният му код е 949.